# Nadma
Nadma is een plaats in het Poolse district  Wołomiński, woiwodschap Mazovië. De plaats maakt deel uit van de gemeente Radzymin en telt 1420 inwoners.